# Politique étrangère de l'Ukraine

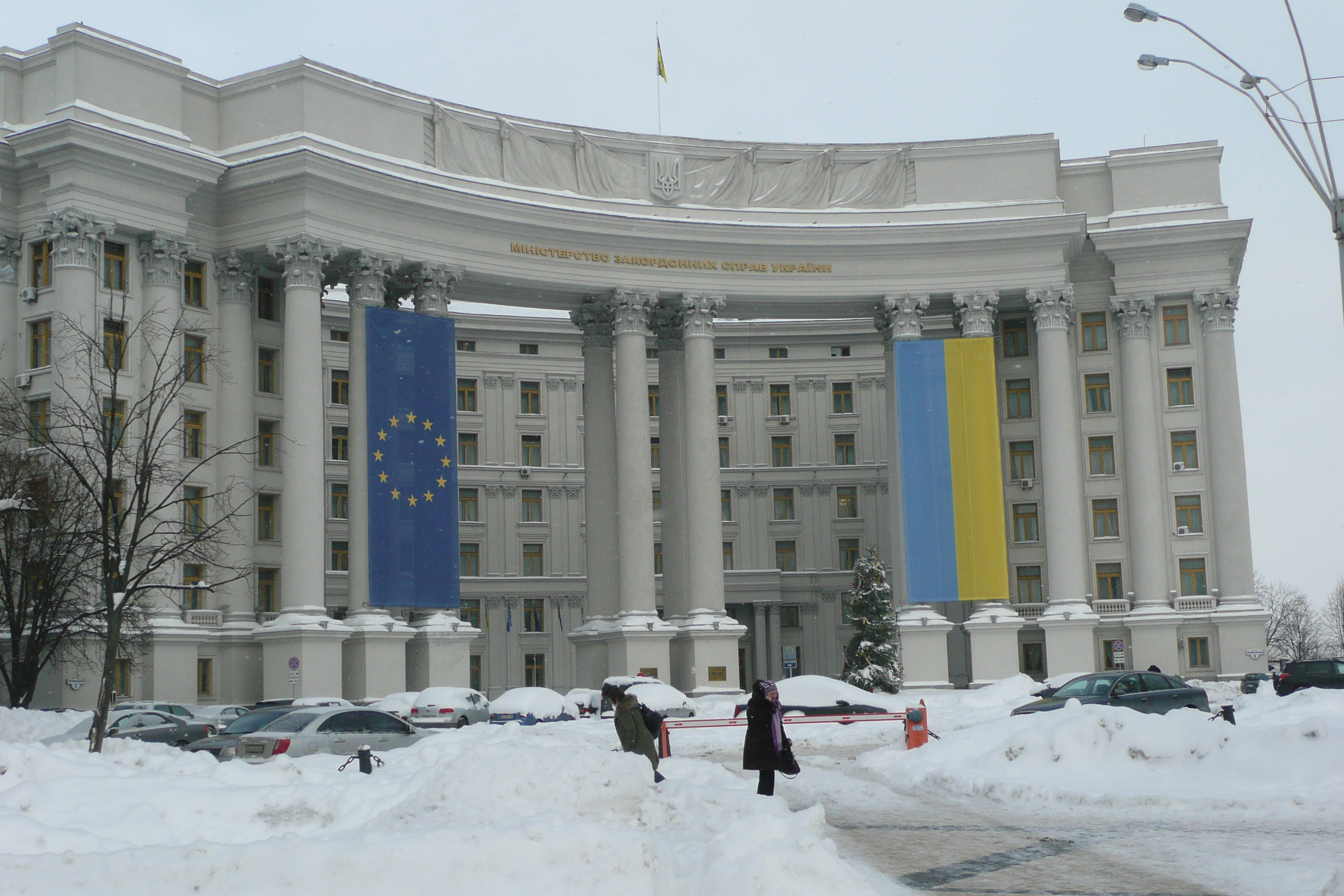
Bâtiment du ministère des affaires étrangères de l'Ukraine (janvier 2010).

La politique étrangère de l'Ukraine, ou diplomatie ukrainienne, est la politique menée par l'Ukraine vis-à-vis des autres pays en vue de favoriser ses intérêts géostratégiques, politiques, et économiques.

## Relations avec la Russie
Les relations russo-ukrainiennes se sont brouillées à la suite de la révolution orange en 2004. Lors du conflit gazier entre l'Ukraine et le groupe russe Gazprom en fin d'année 2005, le groupe étatique exige que Kiev paie le prix du marché mondial pour le gaz naturel. Le refus catégorique de Kiev a abouti à une suspension des fournitures de cette ressource stratégique. Finalement, le 4 janvier 2006, le gouvernement ukrainien trouve un arrangement avec la Russie avec une nouvelle formule de prix, le gaz russe au tarif international étant mélangé avec celui des pays de l'Asie centrale, sensiblement moins cher. Moscou tente d'opérer une reprise avec Kiev de l'entente amicale en termes économique, politique et social, sur une base pragmatique, surmontant ainsi la période indécise du début de l'année[réf. nécessaire]. Considérables en Ukraine, les intérêts russes ont déterminé la Russie à entretenir une très forte présence économique en Ukraine, notamment en acquérant des parts de marché dans le secteur de l'énergie et dans celui des médias[réf. nécessaire]. Dans le domaine politique, la Russie a soutenu et financé de nombreux hommes politiques ukrainiens lui étant favorables dans le but de contrer le jeu diplomatique des États-Unis[réf. nécessaire]. Ainsi, avec un soutien évident de Moscou, le chef pro-russe du Parti des régions Viktor Ianoukovytch fut nommé le 4 août 2006 au poste de Premier ministre ukrainien. Début 2008, un conflit gazier similaire à celui de 2006 a failli retentir à nouveau, évité in extremis par les efforts des présidents des deux pays. La Première ministre ukrainienne Ioulia Tymochenko accuse certains hommes d'affaires de son pays d'être corrompus par les milieux d'affaires voire politiques russes, entre autres ceux liés au schéma controversé de livraison du gaz russe via un intermédiaire opaque[réf. nécessaire].

### Conflits gaziers

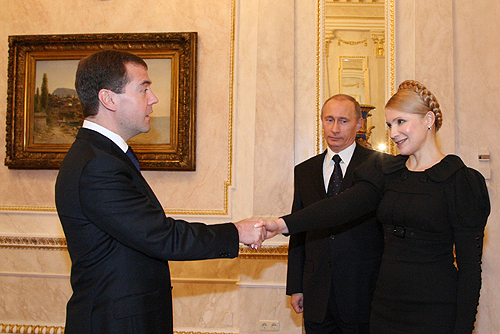
Ioulia Tymochenko, Première ministre ukrainienne et Dimitri Medvedev, président russe durant le conflit gaziers de 2009.

Jusqu'au 31 décembre 2005, l'Ukraine bénéficiait de prix avantageux grâce à ses bonnes relations et son statut d'ancien pays de l'Union soviétique. Gazprom souhaitait aligner le prix du gaz ukrainien, jusque-là fortement subventionné (47 USD les 1 000 m3, contre 230 USD sur le marché européen). Gazprom argumentait sa décision par le fait que l'Ukraine avait obtenu le statut d'économie du marché, et devait donc être aux mêmes conditions que le reste de l'Europe.
Par ailleurs, Gazprom accusait l'Ukraine de gonfler facticement sa facture de gaz et de revendre le surplus à l'Europe, empochant au passage la différence entre le prix que payait l'Europe et le prix subventionné qu'elle-même payait à la Russie. À la suite de l'échec des négociations sur ce sujet, l'Ukraine contestant la réalité de ces prélèvements illégaux, Gazprom posa un ultimatum en menaçant de couper le gaz à l'Ukraine en ne laissant que passer celui à destination de l'Europe. C'est ce qui eut lieu le 1er janvier 2006, et la diminution consécutive du débit à destination de l'Europe, outre le fait d'internationaliser la crise, démontra l'existence de ces prélèvements illégaux.[réf. nécessaire] L'Ukraine cède le 3 janvier 2006, promettant de mettre fin aux prélèvements et acceptant l'alignement sur le prix du marché européen, tandis que Gazprom recommence alors à alimenter les gazoducs à pleine capacité,.
Cependant, le vol semble n'être qu'un facteur secondaire de la réaction de la Russie, qui serait plus préoccupée par ses intérêts géostratégiques,.
Finalement, les termes de cet accord imposent une augmentation moins sévère du prix du gaz. L'Ukraine paiera en pratique 95 USD les 1 000 m3, car les livraisons seront composées en partie par le gaz turkmène à 50 USD via une société mixte RosUkrEnergo dont les actionnaires ne sont pas clairement connus.
La seconde crise gazière, similaire à celle de 2006, éclate la veille de 2009. Le 2 janvier 2009, à la suite d'un différend entre l'Ukraine et Gazprom, l'UE reçoit moins de gaz naturel en provenance du réseau de Gazprom, lequel transite en partie par l'Ukraine.

## Relations avec l'Union européenne
L'UE cherche à accroître ses relations étroites avec l'Ukraine au-delà de la coopération, vers une intégration économique et un approfondissement des liens politiques.
L'Ukraine est en effet le partenaire prioritaire de la politique européenne de voisinage, devant la Russie et les autres pays de l'Est non-membres de l'Union européenne.
En 2012, l'UE signe des accords de libre-échange et d'association politique avec l'Ukraine. Mais les dirigeants européens déclarent que ces accords ne seront pas ratifiés tant que l'Ukraine ne répondra pas aux préoccupations concernant la « détérioration de la démocratie et de la primauté du droit ukrainien », en faisant référence notamment à l'emprisonnement des opposants Ioulia Tymochenko et Iouri Loutsenko en 2011 et 2012,,. Le 25 février 2012, l'UE donne un délai de trois mois à l'Ukraine afin de mener à bien les changements nécessaires à sa justice et son système électoral afin de permettre la signature officielle des accords bilatéraux,.
Il a par ailleurs été question de discussions à propos de la protection de l'environnement (notamment en ce qui concerne la biodiversité et la mer Noire) et de sûreté de l'énergie nucléaire lors d'un meeting en 2005, l'Ukraine s'étant montrée préoccupée par les changements climatiques et ayant ratifié le protocole de Kyoto en 2004.
En novembre 2013, l'Ukraine décide finalement de refuser l'accord avec l'Union européenne et de « relance[r] un dialogue actif avec Moscou »,. Le 21 mars 2014, l'Ukraine signe le volet politique du Partenariat oriental avec l’Union européenne, dont le rejet par Viktor Ianoukovytch avait déclenché les manifestations d’Euromaïdan.